# كلية طب جامعة بوسطن

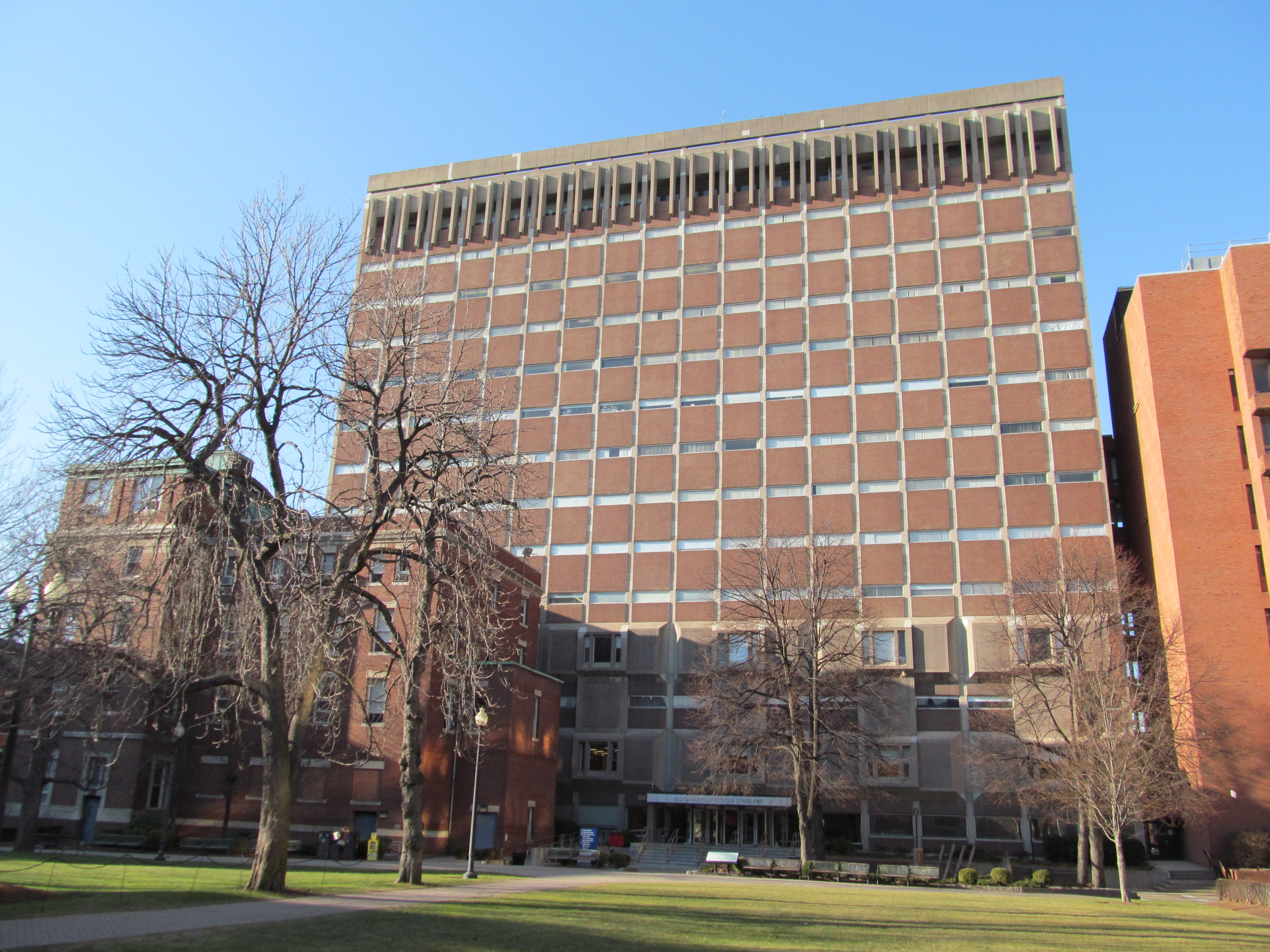

مدرسة طب جامعة بوسطن (بالإنجليزية: Boston University School of Medicine)‏ هي إحدى كليات الدراسات العليا بجامعة بوسطن. أنشئت الكلية في عام 1848م، تقع في مدينة بوستن بولاية ماساتشوسيتس الأمريكية وتعتبر أول كلية طب في العالم تقوم بتخريج أطباء إناث بشكل رسمي. أيضا تعرف الكلية بكونها أول كلية طب تخرج طبيب وطبيبة أمريكيين من أصول سوداء في عام 1864م.

## الجانب الأكاديمي
الشهادة الطبية التي يتم تحصيلها هناك هي دكتور في الطب.

## خريجون بارزون
- مايكل فيلد

## وصلات خارجية
موقع كلية الطب بجامعة بوسطن